# Москвич-427
Москвич-427 — радянський вантажопасажирський автомобіль, що випускався в Москві, на заводі МЗМА, пізніше АЗЛК, з 1967 по 1976 рр. на базі легкового автомобіля Москвич-412. Мав п'ятидверний кузов типу універсал. Було випущено відносно невелику кількість машин як базової модифікації, так і вантажних фургонів на його базі, після чого виробництво цих моделей було передане на ІжАвто.

## Історія моделі

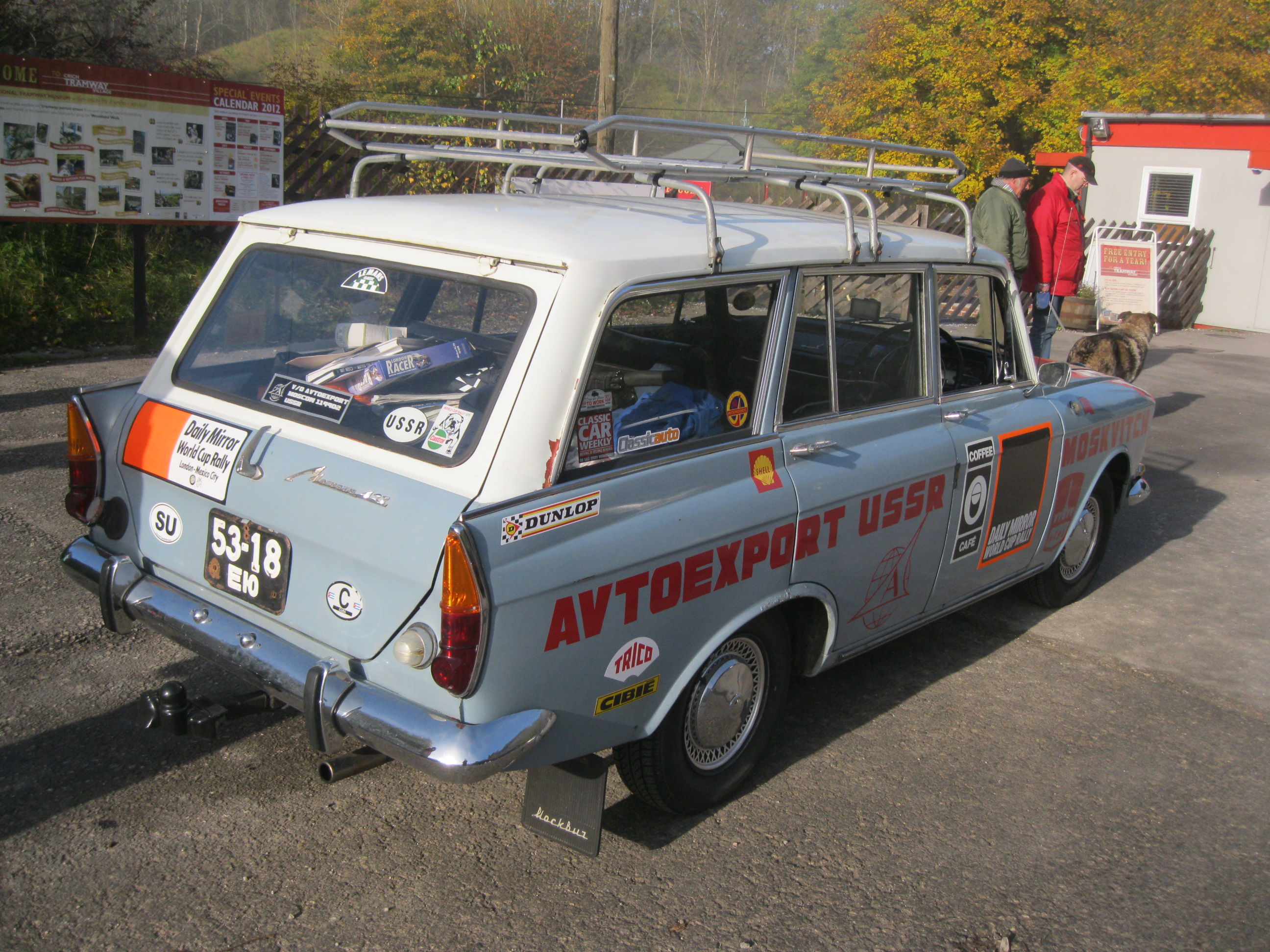

У 1967 році був випущений новий універсал — версія 426-го кузова з двигуном Москвич-412 отримала позначення Москвич-427. Як і на ранніх Москвичах-426, п'ята дверка спочатку була двостулковою і лише з 1972 року стала цілісною. Задні ліхтарі протягом всього випуску залишилися колишньої форми.
У 1969 році всі чотиреста дванадцятого сімейство пройшло модернізацію, за підсумками якої всі моделі отримали додатковий індекс ІЕ. Не став винятком і Москвич-427 — модернізована версія стала називатися Москвич-427ІЕ.
Починаючи з грудня 1969 року до назв цих модифікацій також був доданий індекс ІЕ.
Окремо слід відзначити, що автомобілі Москвич-427 як технічки відмінно виступили в ралі, «Лондон — Мехіко» (1970). Автомобілі були підготовлені аналогічно «бойових» Москвичам-412ІЕ, але крім цього несли на собі великий вантаж ремонтного обладнання та запчастин.
Було випущено 32849 екземплярів, після чого йому на зміну в 1976 році прийшла нова модель — Москвич-2137.

## Модифікації
Крім базової також випускалися наступні модифікації: 
- Москвич-427Ю — призначений для районів з жарким кліматом;
- Москвич-427Е — експортний;
- Москвич-427П — з правостороннім рульовим управлінням;
- Москвич-434 — фургон.

## В ігровій і сувенірній індустрії
Видавництво «De Agostini» в рамках серії «Автолегенди СРСР» випустило модель автомобіля «Москвич-427» синього кольору в масштабі 1:43 в жовтні 2012 року під № 70.
Також підприємством «Агат» вироблялась модель в масштабі 1:43.